# Beidong
Beidong är en socken i Kina. Den ligger i provinsen Shanxi, i den norra delen av landet, omkring 270 kilometer söder om provinshuvudstaden Taiyuan. Antalet invånare är 37 234. Befolkningen består av 18 422 kvinnor och 18 812 män. Barn under 15 år utgör 15,0 %, vuxna 15-64 år 76 %, och äldre över 65 år 8,0 %.
Runt Beidong är det ganska tätbefolkat, med 230 invånare per kvadratkilometer. Närmaste större samhälle är Shicun, 7,4 km norr om Beidong. Trakten runt Beidong består till största delen av jordbruksmark.
Genomsnittlig årsnederbörd är 664 millimeter. Den regnigaste månaden är juli, med i genomsnitt 190 mm nederbörd, och den torraste är december, med 3 mm nederbörd.